# Bernard Montgomery
Bernard Law Montgomery (London, 1887. november 17. – 1976. március 24.) angol tábornagy, Alamein 1. Vikomtja. Beceneve "Monty", ill. "Spártai Hadvezér". Vezető brit tiszt, aki harcolt az első és a második világháborúban, valamint az ír függetlenségi háborúban.
1914-ben súlyosan megsebesült. 1939–40-ben hadosztályparancsnok Franciaországban, végig harcképes állapotban maradt egységeit Dunkerque-nél evakuálják, ő maga az utolsók között hagyja el a hídfőt. 1940–42 között Angliában lát el parancsnoki feladatokat. 1942 augusztusától Auchinleck utódaként az észak-afrikai 8. brit hadsereg parancsnoka. (Az eredetileg erre a posztra kiszemelt Gott tábornok kinevezése után néhány nappal elesett.) Katonái éppen ebben az időben kaptak erősítést és új felszerelést, ráadásul ez egybeesett a németek ellátási gondjainak növekedésével. A későbbi győzelmekhez mégis szükség volt „Monty” kiváló parancsnoki erényeire is. A sivatagi háború fordulópontjaként emlegetett el-alameini ütközetben legyőzte Rommelt. A szövetségesek észak-afrikai partraszállását követően a britek a Patton vezette 7. amerikai hadsereggel együttműködve 7 hónap alatt felszámolták a tengelyhatalmak afrikai csapatait. 1943-ban Szicíliában és Olaszországban vezeti harcba katonáit. 1944-ben visszahívják, hogy vegyen részt az európai hadműveletek tervezésében. A normandiai partraszállás kezdetétől július végéig a szövetségesek szárazföldi csapatainak parancsnoka Eisenhower irányítása alatt. Később a szövetséges front balszárnyán harcoló 21. hadseregcsoport vezetője. A háború után brit vezérkari főnök, illetve az európai szövetséges erők parancsnokának helyettese. Rendkívül eredményes, ám egyben sokat kritizált parancsnok volt. Viselkedésére sokan panaszkodtak, Churchill híres szavai szerint főként győzelmei után volt elviselhetetlen.

## Élete
1887. november 17-én Londonban született, kilenc gyerekből a negyedikként. Apja Henry Montgomery tiszteletes, anyja Maud Farrar.
Miután meghalt a nagyapja (Sir Robert Montgomery), Henry örökölte a Montgomery New Park birtokot Movilleében. A házon még volt 13.000£ jelzálog, ami igen jelentős tartozásnak számított az 1880-as években, és Henry akkor még mindig csak egy anglikán plébániát tudhatott magáénak. Ennek ellenére eladta az összes farmot, ami a Ballynally utca mellett volt. Ez bizonyos mértékű pénzügyi megkönnyebbülést hozott a családnak. 1889-ben Henry Tasmániában egy brit kolónia püspöke lett, Bernard kezdeti éveit ott töltötte. Mikor Henry nem volt otthon, húszas éveiben lévő felesége, Maud állandóan verte a gyermekeit. Bernard testvére, Sybli idő előtt halt meg Tasmániában.
A család 1897-ben visszatért Angliába. Bernard és Harold testvére a The King's School-ban kezdett tanulni Canterburyben. 1901-ben Henry az Egyesült Társadalmi Partnerek Az Egyházban titkára lett, ezért a család visszatért Londonba. Bernard a St. Pauls's Schoolba járt. Utána a sandhursti Királyi Katonai Akadémiára iratkozott, ahonnan majdnem kirúgták erkölcstelen és erőszakos magatartása miatt. Miután elvégezte a Királyi Katonai Akadémiát, 1908-ban a Királyi Warwickshire Ezred első zászlóaljában kapott megbízást: másodtiszt lett. Indiába helyezték, ahol megismerte a helyi viszonyokat – amelyek elriasztották az ottani szolgálattól, így visszatért Angliába. 1910-ben hadnaggyá léptették elő, 1912-ben pedig ezrede első zászlóaljának szárnysegédje lett a Schorncliffei Katonai Táborban.

### Első világháború
Harcolt az első világháborúban. 1914-ben Franciaországba ment a zászlóaljával, ahol akkoriban a 10. dandár és a 4. hadosztály állomásozott. Látta a Le Cateau-Cambrésis ütközetet, majd hamarosan visszavonult Mons-ból. Méteren és Bailleul (Nord)-nál, közel a belga határhoz 1914. október 13-án, egy szövetséges ellentámadás során lövést kapott a jobb tüdejébe – egy német mesterlövész súlyosan megsebesítette. Egy szanitécnek köszönhette az életét, aki a sebesült Montgomeryt kötözte, miközben a német mesterlövész tűz alá vette őket. A szanitéc meghalt, de testével takarta a századost, akinek a kötözőhelyen már megásták a sírját, ám éjszaka javult az állapota – így a többi sebesülttel együtt elszállították.
A következő évben visszatért a frontra. Őrnaggyá nevezték ki a 112. dandárhoz, mialatt a 104. dandárt képezte ki Lancashire-ben. 1916 elején visszatért a nyugati frontra mint a 33. hadosztály törzstisztje, hogy részt vegyen a második arrasi csatában. A IX. hadtest törzstisztje lett 1917 júliusában, ami Sir Herbert Plumer 2. hadseregének részét képezte. Montgomery részt vett az 1917-es év végén zajlott harmadik ypres-i csatában. Még a világháború vége előtt a 47. hadosztály törzsfőnöke lett, alezredesi rendfokozatban.
Egy 1918-as fényképen látható, amint bemutatják az akkori ismeretlen Montgomery alezredest Winston Churchillnek, a Lille felszabadítását követő felvonuláson. Végigharcolta a háborút. Teljesítményéért megkapta a DSO-t (Distinguished Service Order – Kiváló Szolgálatért Érem).

### A két világháború között
1920-22-ben a Sinn Féin mozgalom ellen harcolt Írországban. 1927-ben feleségül vette Betty Carvert, akitől egy fia született, David. 1931-ben Palesztinába vezényelték, ahol zászlóalj-parancsnoki pozíciót töltött be. 1937-ben meghalt a felesége, s ezévben brigadierré (dandártábornok) léptették elő.

### A második világháború alatt
1939-40-ben hadosztályparancsnok volt Franciaországban. Egységeit Dunkerque-ből evakuálták. 1940-ben kapott altábornagyi rangot. A következő két évben Angliában látott el parancsnoki feladatokat. Az ő hadosztálya várta volna Dél-Angliában a partraszálló német alakulatokat.
1942-ben egy ideig részt vesz a dieppe-i partraszállás tervezésében, ám ő inkább a hadművelet törlését javasolja. A hadművelet kezdete előtt augusztusban Claude Auchinleck tábornok utódjává nevezték ki az észak-afrikai 8. brit hadsereg élére. A második el-alameini csatában legyőzte a német–olasz seregeket. A szövetségesek észak-afrikai partraszállását követően a 7. amerikai hadsereggel együttműködve 7 hónap alatt felszámolták a tengelyhatalmak afrikai csapatait. 1943-ban Szicíliában és Olaszországban vezette harcba katonáit.
1944-ben visszahívták, hogy vegyen részt az európai hadműveletek tervezésében. A normandiai partraszállás kezdetétől július végéig a szövetségesek szárazföldi csapatainak parancsnoka, Eisenhower irányítása alá került. Később a szövetséges front balszárnyán harcoló 21. hadseregcsoport vezetője. Az ő nevéhez fűződik a merész, de tragikus véget ért Market Garden hadművelet, valamint a Varsity hadművelet – amellyel a szövetségesek átkeltek a Rajnán.

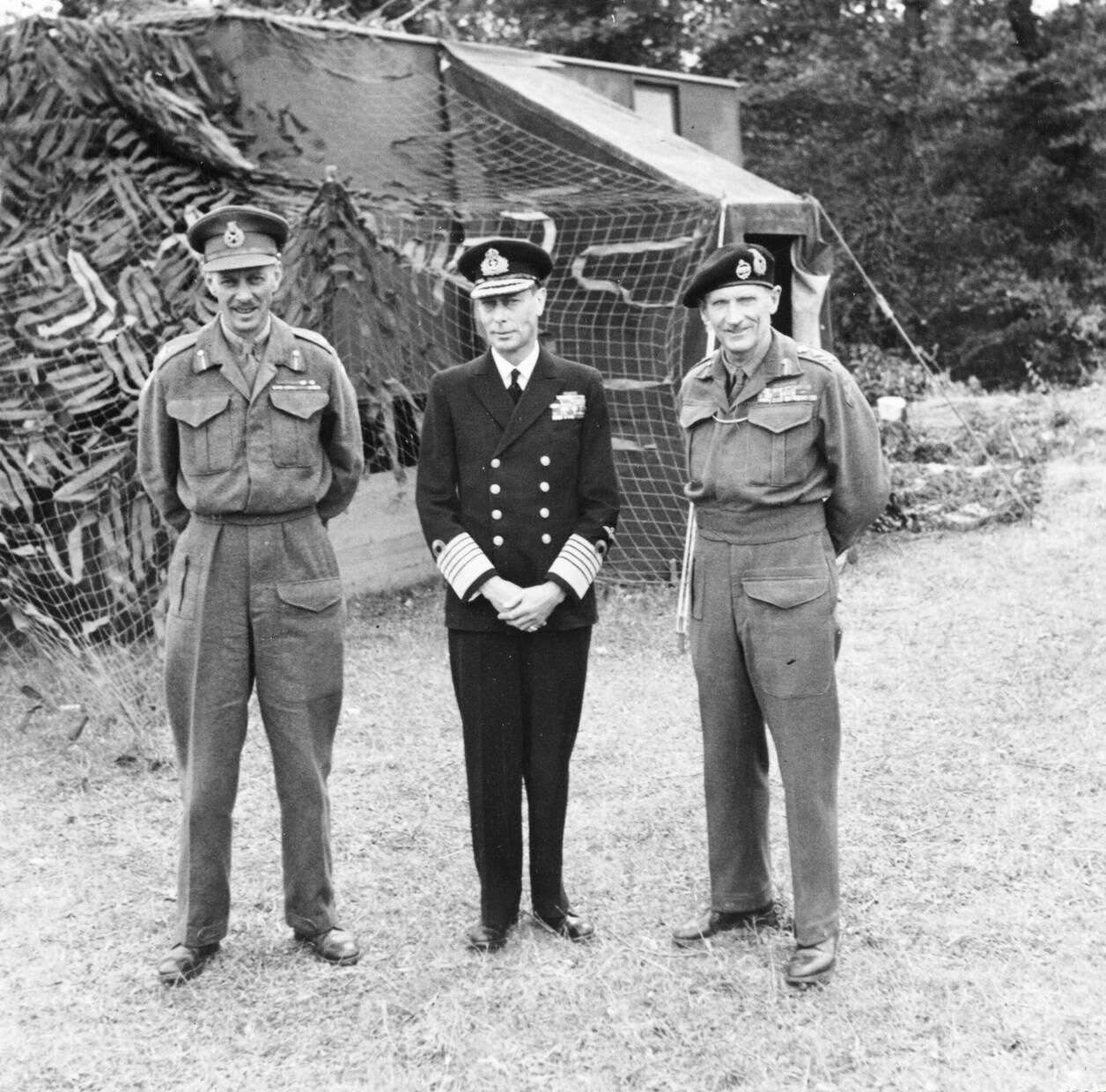
Sir Miles Dempsey tábornok és Montgomery a flottatengernagyi egyenruhát viselő VI. György király társaságában 1944. június 16-án Normandiában.

A világháború után brit vezérkari főnök, illetve az európai szövetséges erők parancsnokának helyettese volt.

## Művei magyarul
- Montgomery tábornagy emlékiratai; ford. Auer Kálmán, utószó Nagy Gábor; Zrínyi–Kossuth, Bp., 1981
- Montgomery tábornagy emlékiratai; ford. Auer Kálmán; Kossuth, Bp., 1996